# Piestopleura trichosteresis
Piestopleura trichosteresis is een vliesvleugelig insect uit de familie van de Platygastridae. De wetenschappelijke naam van de soort is voor het eerst geldig gepubliceerd in 1971 door Kozlov.